# معذبتي
معذّبتي رواية للروائي المغربي بنسالم حميش. صدرت الرواية لأوّل مرة عام 2010 عن دار الشروق للنشر والتوزيع في القاهرة. ودخلت في القائمة النهائية القصيرة للجائزة العالمية للرواية العربية (جائزة بوكر العربية) لعام 2011.

## دلالة العنوان
يشكّل عنوان رواية معذبتي للكاتب المغربي بنسالم حميش مفتاحًا دلاليًا وتأويليًا يقود القارئ إلى استشراف الأفق الموضوعاتي للنص. فالعنوان، بصيغته المفردة والمنكرة والمنسوبة، يستبطن شحنة عاطفية قوية تُحيل على علاقة ملتبسة بين طرفين، أحدهما يتكلم من موقع الألم والافتتان، والآخر غائب أو متعالٍ، يسبّب هذا العذاب.
الضمير المتصل "ـي" يُحيل إلى صوت ذاتي، يجعل المتكلم مركز الحكي، كما يضفي على العلاقة طابعًا شخصيًا وحميميًا، يثير تساؤلات حول هوية "المعذِّبة" – هل هي امرأة؟ وطن؟ فكرة؟ أم كيان رمزي؟ ومن خلال هذا الغموض التركيبي والدلالي، يمنح العنوان الرواية طابعًا تأمليًا وفلسفيًا، ينفتح على أبعاد نفسية، اجتماعية، وحتى وجودية.
ومن زاوية بلاغية، فإن كلمة معذبتي توحي بالتضاد بين الحب والألم، بين الجاذبية والعذاب، مما ينبئ بأن العمل سيجسد نوعًا من الصراع الداخلي، أو ثنائية التعلق والانفصال، وربما استبطانًا لجراح الذات في مرايا الآخر. وهو ما يتوافق مع أسلوب بنسالم حميش المعروف بتقاطع الفلسفة والسرد والتاريخ في نصوصه.

## نبذة
يحكي الروائي بنسالم حميش قصة تجربة رجل بريء في سجن أميركي. خلال فترة أسره، يتعرّض البطل للاستجواب والتعذيب من جانب العرب والأجانب على حد سواء، لكن الكاتب ينجح في تقديم كوّة أمل في وضع يائس. تعتبر هاته الرواية نصا سياسيا قدم فيه الناتب فكرة عولمة التعذيب من خلال سجن متعدد الجنسيات. وتتناص مع روايات أخرى مثل رواية تزمامارت: زنزانة رقم 10 للناتب المغربي محمد المرزوقي أو رواية عربة المجانين للروائي كارلوس ليسكانو

## الشخصيات
تُعدّ الشخصيات في رواية معذّبتي للروائي المغربي بنسالم حميش محورًا أساسيًا في بناء الحدث وتشكيل البنية الدرامية والفكرية للنص. فهي ليست مجرد أدوات تحريك للسرد، بل كائنات رمزية محمّلة بدلالات إنسانية، نفسية، وسياسية، تعكس من خلالها الرواية رؤيتها للعالم، وتعبّر عن قضايا كبرى كالقهر، والهوية، والعزلة، والتعذيب، والمقاومة. وتتميز شخصيات الرواية بعمق تركيبي يجعلها تتجاوز نمطية الخير والشر، لتجسّد صراع الذات مع السلطة، والفكر مع القمع، والروح مع آلة السحق الجسدي والنفسي. وسنحاول في ما يلي التوقف عند أبرز هذه الشخصيات، وتحليل خصائصها ووظائفها ضمن نسيج الرواية.
| الشخصية       | الدور                           | الخصائص الرئيسية           |
| ------------- | ------------------------------- | -------------------------- |
| حمودة الوجدي  | الراوي/المعتقل                  | بريء، مثقف، مقاوم          |
| ماما غولة     | المعذّبة الرئيسية                | قاسية، لا ترحم             |
| نعيمة         | ملهمة/منقذة                     | ذكية، غير متوقعة           |
| المحقق/القاضي | الخطوة الرسمية للتعذيب والتحقيق | متعدد اللغات، عميق الأبعاد |
| رفاق المعتقل  | معتقلون مرافقون لحالتها         | أمثلة إنسانية متنوعة       |

## ثيمات رمزية
أولا الزور والاعتراف القسري حيث حمودة يُضطر للاعتراف بأشياء لم يرتكبها، أو الانضمام لحملة التجسس الدولية، وحتى لو كان بريئًا. وأيضا - عولمة السجون - لا يُحدد مكان السجن، ويوحي بأن منظومة التعذيب تقوم بإدارة عالمية مشتركة، وهو تصوير قوي لمعاناة المعتقلين في العالم. و كذلك الإيمان كداعم للبقاء فحمودة يتمسك بالقرآن والأحاديث، في لحظات من اليأس، كتعبير عن رفضه الاستسلام والتنكّرك لذاته .

## النقد
اعتبر الكاتب الفلسطيني يحيى يخلف أن هذه الرواية  يتزاوج أسلوبها بين الف ليلة وليلة وأعمال فرانز كافكا.

## اقتباسات
"عزيزي حموده.. إذا شقّ عليك أن تصير خديم أعتاب الطغاة وخططهم الجهنمية، جاسوسا مخترقا، عميلا مزدوجا، قاتلا أجيرا، فعليك بمراودة حل قد ينجيك لو أتقنته: أن تتحامق وتتمارض.. دوخ مستنطقيك بأعتى كلام الحمقى والمجانين، هدّد معذبيك بسعالك وعدوى مرضك، لعل وعسى أن ييأسوا منك، فيعيدوك إلى موطنك أو قريبا منه مخدرا بأفيون…".